# Vertretung der Deutschsprachigen Gemeinschaft Belgiens in Brüssel
Die Vertretung der Deutschsprachigen Gemeinschaft Belgiens in Brüssel (DG), (französisch: Représentation de la Communauté germanophone de Belgique à Bruxelles) hat ihren Sitz im ehemaligen Hôtel De Brouckère, in der Rue Jacques Jordaens – Jakob Jordaensstraat 34 in Brüssel. Sie wurde 2005 eingerichtet, nachdem der Belgische Föderalstaat das Gebäude renoviert und 2002 an die Deutschsprachige Gemeinschaft übertragen hatte.

## Vertretung
Die im sogenannten "Hôtel de Brouckère" angesiedelte Vertretung der Deutschsprachigen Gemeinschaft in Brüssel leistet als Ansprechpartner für in der Hauptstadt ansässige belgische und internationale Kooperationspartner einen wichtigen Beitrag zur Umsetzung der strategischen Ziele der Außenbeziehungen. Durch ihre repräsentative Arbeit sowie die Zusammenarbeit und den Austausch mit anderen Körperschaften trägt sie dazu bei:
- die Deutschsprachigen Gemeinschaft in Belgien und im europäischen Ausland zu positionieren,
- ein vollständiges Dienstleistungsangebot für die Bevölkerung der Gemeinschaft zu gewährleisten,
- die Qualität der Dienstleistungen zu erhöhen und
- durch die Nutzung europäischer Förderprogramme die eigenen Gestaltungsmöglichkeiten zu erweitern.

Auf administrativer, politischer und europäischer Ebene sowie im Kontakt mit Organisationen und Netzwerken nimmt die Vertretung in Brüssel eine vermittelnde und koordinierende Rolle ein.

## Gebäude

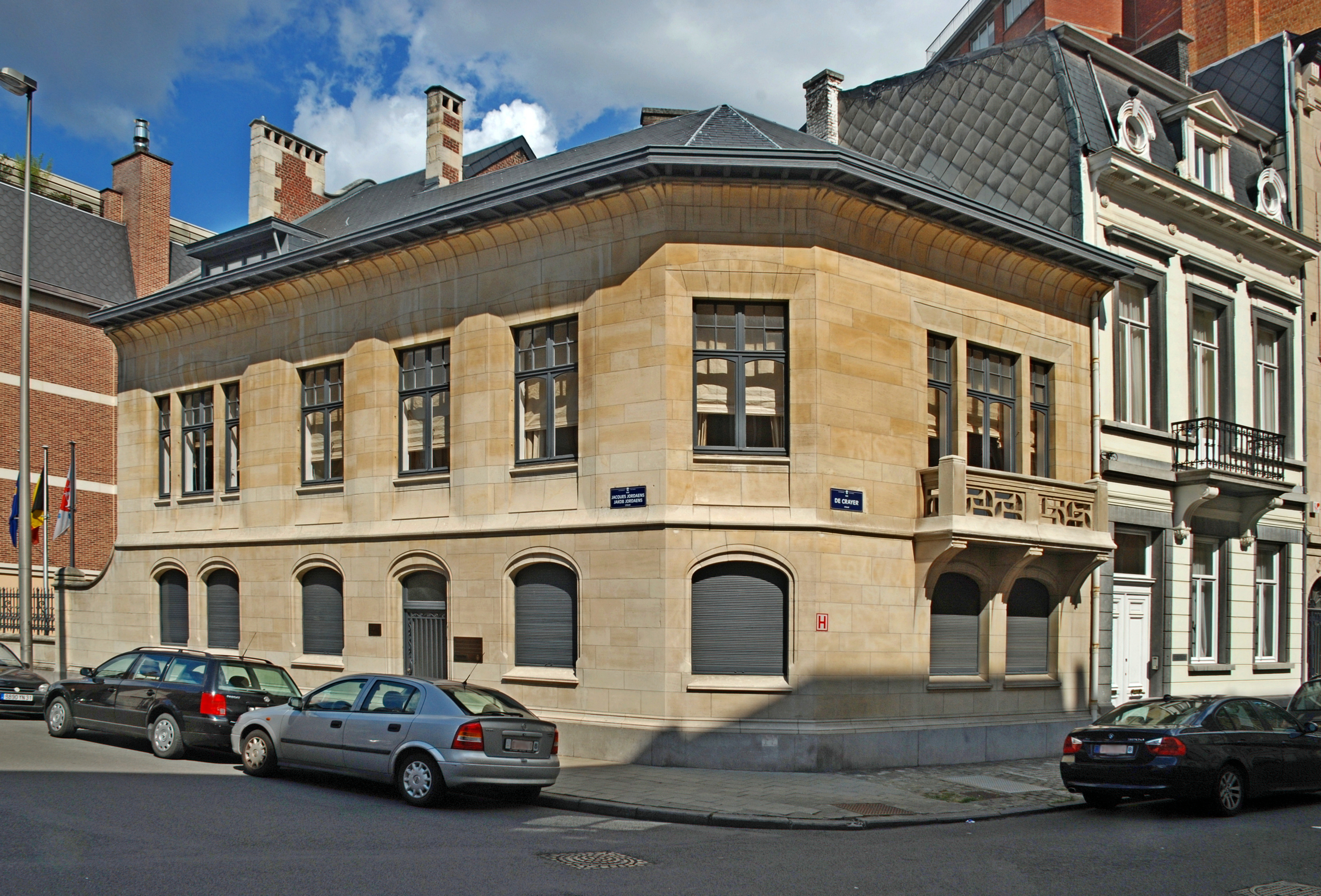
Die Vertretung der DG in Brüssel

Das Hôtel De Brouckère wurde 1898 als Stadtvilla im Art Nouveau-Stil für Florence De Brouckère, die Witwe des Textilunternehmers Gustave De Brouckère errichtet.
Architekten waren Octave van Rysselberghe und Henry van de Velde. Das Gebäude wurde 1997 durch Königlichen Erlass zum Baudenkmal erklärt.